# تل تويني
تل تويني هو موقع آثار يقع على بعد كيلومتر واحد شرق المدينة الحديثة جبلة، سوريا. وهو يقع على الطبقة الساحلية لجبلة، ويبعد مسافة قصيرة عن الموقعين الأثريين تل سوكاس (5 كيلومتر)، و تل سيانو (6 كيلومتر). وكتل، يعد هذا الموقع نتيجة قرون للاستيطان في نفس المكان، مما أدى إلى ارتفاع فيه، لأن كل جيل يقوم ببناء منازله فوق بقايا البنية التحتية.

## التاريخ
يُعدّ تل تويني موقعًا أثريًا هامًا يقع على بعد كيلومتر واحد شرق المدينة الحديثة جبلة في سوريا. يرتفع هذا التلّ شاهقًا على الطبقة الساحلية لجبلة، ويُطلّ على مناظر خلابة للمنطقة المحيطة. ويشهد هذا الموقع على تاريخٍ عريقٍ يعود إلى آلاف السنين، حيث سكنه البشرُ منذ العصور القديمة، تاركين وراءهم طبقاتٍ من الأنقاض التي تُمثّل شواهدًا على حضاراتٍ غابرة.
عصور ما قبل التاريخ:

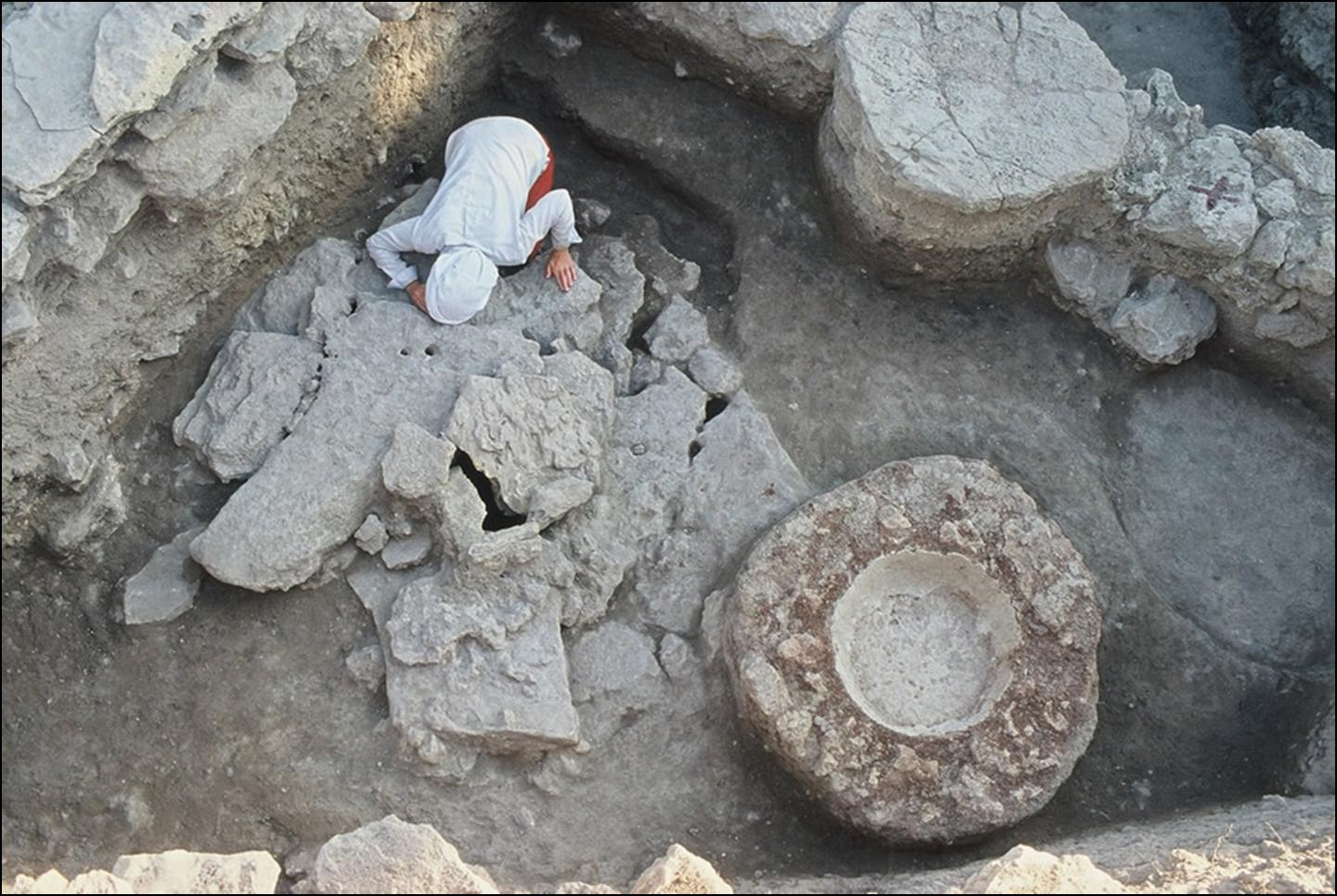
قبر جماعي يعود لعصر البرونزي المتوسط قبل الفتح.

تشير الدلائل الأثرية إلى أن تل تويني كان مأهولًا بالسكان منذ العصور الحجرية. فقد تمّ العثور على أدواتٍ حجريةٍ ونُصبٍ تذكاريةٍ في الموقع تُشير إلى وجود حضاراتٍ بدائيةٍ سكنت هذا المكان.
العصر البرونزي:
ازدهرت الحضارة في تل تويني خلال العصر البرونزي، حيث تمّ تشييد العديد من المباني والمجمعات السكنية على التلّ. كما تمّ العثور على العديد من القطع الأثرية من تلك الفترة، مثل الفخار والأدوات المعدنية والمجوهرات.
العصر الحديدي:
استمرّ تل تويني مأهولًا بالسكان خلال العصر الحديدي، حيث شهد هذا الموقع نشاطًا تجاريًا وثقافيًا كبيرًا. كما تمّ بناء العديد من المعابد والقصور على التلّ خلال تلك الفترة.
العصر الروماني:
خلال العصر الروماني، خضع تل تويني للسيطرة الرومانية، وازدهرت الحضارة الرومانية في الموقع. فقد تمّ تشييد العديد من المباني الرومانية، مثل المعابد والحمامات والمسارح. كما تمّ العثور على العديد من القطع الأثرية الرومانية في الموقع.
العصور الوسطى:
استمرّ تل تويني مأهولًا بالسكان خلال العصور الوسطى، حيث شهد هذا الموقع نشاطًا مسيحيًا كبيرًا. فقد تمّ بناء العديد من الكنائس والأديرة على التلّ خلال تلك الفترة.
العصر الحديث:
في العصر الحديث، تمّ هجران تل تويني من قبل سكانه، وتحوّل إلى موقعٍ أثريٍّ هامٍّ يجذب الباحثين والعلماء من مختلف أنحاء العالم.
‌